# Württembergische Fc
Die Lokomotiven der Klasse Fc der Württembergischen Staatsbahn, Baureihe 53.8 der Deutschen Reichsbahn, waren dreifach gekuppelte Güterzug-Dampflokomotiven.

## Geschichte
Basierend auf der Konstruktion der Klasse F entwickelte man die Verbundlokomotiven der Klasse Fc. Sie waren die ersten Güterzuglokomotiven, bei denen man diese Bauweise anwendete. Um die Massen besser zu verteilen, musste der Kessel nach hinten versetzt werden. Durch die höhere Reibungsmasse ergab sich auch eine höhere Leistungsfähigkeit. Die Lokomotiven erreichten in der Ebene mit einem 1.000-t-Zug eine Geschwindigkeit von 45 km/h und bei einer Steigung von 10 ‰ und 370 t am Haken 25 km/h. 
Die ersten Lokomotiven wurden im Jahr 1890 von der Maschinenfabrik Esslingen geliefert. Die Lieferung der ersten Serie erfolgte bis 1892. Die Lokomotiven hatten einen festen Radstand von 3.200 mm statt der bevorzugten 3.000 mm. Deshalb versuchte man mit den Lokomotiven der Klassen F 1c und F 1 mit Klose-Triebwerk vergeblich ein besseres und sicheres Kurvenlaufverhalten zu erzielen. Man nahm deshalb 1896 die Fertigung der Lokomotiven der Klasse Fc wieder auf. Bis 1909 wurden insgesamt 125 Maschinen (Bahnnummer 611 bis 735) gefertigt, davon acht von der Staatsbahnwerkstätte Esslingen. Die Lokomotiven mit den Nummern 611 bis 640 erhielten noch Namen.
Von der Deutschen Reichsbahn wurden 1925 noch 65 Lokomotiven zu 53 801 bis 53 865 umgezeichnet. Die Ausmusterung erfolgte bis Ende der zwanziger Jahre. Zur gleichen Zeit befanden sich bei den PKP 19 Württembergische Fc als Baureihe Th102 im Dienst.

## Konstruktive Merkmale
Die Lokomotiven der Klasse Fc besaßen einen Blechinnenrahmen. Der Crampton-Kessel war gegenüber der Vorgängerbaureihe F nach hinten gerückt, um das höhere Gewicht der Verbundzylinder auszubalancieren. Durch die veränderte nach hinten versetzte Lage des Stehkessels musste die Federung neu konstruiert werden. So wurde das Federende der hinteren Tragfeder direkt auf dem Achslager der dritten Achse abgestützt. Die ersten beiden Achsen wurden von jeweils zwei Federn oberhalb des Achslagers abgefedert. 
Das Zweizylinder-Verbund-Nassdampftriebwerk war außenliegend waagerecht angeordnet. Die Allan-Steuerung war innenliegend. Der Kreuzkopf wurde zweischienig geführt. Die Treibstange wirkte auf die mittlere Achse. Als Bremse diente eine Schraubenbremse am Tender. Später erfolgte der Einbau einer Westinghouse-Druckluftbremse.
Die Fahrzeuge waren mit Schlepptendern der württembergischen Bauart 2 T 10 ausgestattet.